# Larry Taylor
Larry Taylor, rodným jménem Samuel Lawrence Taylor (26. června 1942, New York City, New York, USA – 19. srpna 2019, Los Angeles, Kalifornie) byl americký baskytarista a kytarista, nejvíce známý jako člen skupiny Canned Heat.

## Kariéra
Členem skupiny Canned Heat se stal v roce 1966, kdy nahradil dosavadního baskytaristu Marka Andese. Ze skupiny odešel v roce 1970, aby mohl vystupovat s kapelou britského hudebníka Johna Mayalla nazvanou The Bluesbreakers. Ke Canned Heat se vrátil roku 1978, ale o dva roky později opět odešel. V následujících letech působil v doprovodné skupině hudebníka Toma Waitse a v letech 1988 až 1992 opět hrál s Canned Heat. Se skupinou opět krátce vystupoval v roce 1996 a natrvalo se k ní vrátil v roce 2008. Přestože jeho hlavním nástrojem byla baskytara, v určitých obdobích hrál také sólovou kytaru. Během své kariéry spolupracoval s mnoha dalšími hudebníky, mezi které patří například Jerry Lee Lewis nebo skupina The Monkees.
Jeho starší bratrem byl Mel Taylor, dlouholetý bubeník skupiny The Ventures.

## Diskografie
The Monkees
- The Monkees (1966)
- More of the Monkees (1967)
- Headquarters (1967)
- Pisces, Aquarius, Capricorn & Jones Ltd. (1967)
- Monkees Present (1969)
- Instant Replay (1969)
- Changes (1970)
- Listen to the Band (1991)
- Greatest Hits (1995)
- Missing Links, Vol. 3 (1996)
- Anthology (1998)
- Music Box (2001)

Canned Heat
- Canned Heat (1967)
- Boogie with Canned Heat (1968)
- Living the Blues (1968)
- Hallelujah (1969)
- Future Blues (1970)
- Boogie Up the Country (1987)
- Reheated (1988)
- Internal Combustion (1994)
- Burnin' (1994)
- Canned Heat Blues Band (1996)
- Gamblin' Woman (1996)
- King Biscuit Flower Hour: Canned Heat in Concert (1996)
- Ties That Bind (1997)
- Boogie 2000 (1999)
- Turning Up the Heat (2000)
- Live at the Kaleidoscope 1969 (2000)
- Far Out (2001)
- Big Road Blues (2002)
- Friends in the Can (2003)
- Canned Heat '70 Concert Live in Europe (2004)
- Dimples (2005)
- Canned, Labeled & Shelved (2006)
- Instrumentals 1967–1996 (2006)
- Christmas Album (2007)

John Mayall
- Empty Rooms (1969)
- USA Union (1970)
- Back to the Roots (1971)
- Memories (1971)
- Jazz Blues Fusion (1972)
- Moving On (1973)
- Latest Edition (1974)
- New Year, New Band, New Company (1975)
- Notice to Appear (1975)
- Banquet in Blues (1976)
- Lots of People (1977)
- Archives to Eighties (1988)
- Rock the Blues Tonight (1999)

Harvey Mandel
- Games Guitars Play (1970)
- Baby Batter (1971)
- Electronic Progress (1971)
- Snake (1972)
- Mercury Years (1995)

Tom Waits
- Heartattack and Vine (1980)
- Swordfishtrombones (1983)
- Rain Dogs (1985)
- Franks Wild Years (1987)
- Big Time (1988)
- Bone Machine (1992)
- Beautiful Maladies: The Island Years (1998)
- Used Songs (1973-1980) (2001)
- Alice (2002)
- Blood Money (2002)
- Real Gone (2004)
- Orphans: Brawlers, Bawlers & Bastards (2006)
- Bad as Me (2011)

Ostatní
- Test Patterns (Boyce & Hart, 1967)
- Slim's Got His Thing Goin' On' (Sunnyland Slim, 1969)
- Fiddler on the Rock (Don Harris, 1971)
- Lost Session (Albert King, 1971)
- Mudlark (Leo Kottke, 1971)
- The Devil's Harmonica (Shakey Jake Harris, 1972)
- Cup Full of Dreams (Don Harris, 1974)
- Summit Meeting (Free Creek, 1976)
- I'm a Southern Man (Louis Myers, 1978)
- Hollywood Fats Band (Mike „Hollywood Fats“ Mann, 1979)
- Rock This House (Mike „Hollywood Fats“ Mann, 1979)
- Anthology Previously Unreleased Material (The Grandmothers, 1980)
- Rock Therapy (Colin Winski, 1980)
- The Other Side of Town (Chuck E. Weiss, 1981)
- Hard Line (The Blasters, 1985)
- Harpburn (Rod Piazza, 1986)
- Best (Leo Kottke, 1987)
- Kristen Vigard (Kristen Vigard, 1987)
- Healer (John Lee Hooker, 1988)
- Keith Levene's Violent Opposition (Keith Levene, 1989)
- Mr. Lucky (John Lee Hooker, 1991)
- Got Love If You Want It (John Hammond, Jr., 1992)
- Trespass (Ry Cooder, 1992)
- In My Time (Charlie Musselwhite, 1992)
- Mother of an Anthology (The Grandmothers, 1993)
- That's Life (Kim Wilson, 1994)
- My New Orleans Soul (Ronnie Barron, 1994)
- Long Overdue (Junior Watson, 1994)
- Trouble No More (John Hammond, Jr., 1994)
- Martinis & Bikinis (Sam Phillips, 1994)
- Blues for Thought (Terry Evans, 1994)
- Closer to You (JJ Cale, 1994)
- Working Girl Blues (Phillip Walker, 1995)
- 88th Street Blues (Smokey Wilson, 1995)
- Adventures at Catfish Pond (Bob „Catfish“ Hodge, 1996)
- Rough News (Charlie Musselwhite, 1997)
- Lost in America (Lynwood Slim, 1997)
- Mr. Blake's Blues (Al Blake, 1997)
- My Blues (Kim Wilson, 1997)
- Signifyin' (Fred Kaplan, 1997)
- Back to Back (Lynwood Slim, 1998)
- Lookin for Trouble (Edward Taylor, 1998)
- Jump Children! (Finis Tasby, 1998)
- New Depths (The Ventures, 1998)
- Soul Disguise (Cesar Rosas, 1999)
- Zero Zero Zero: The Best of Sam Phillips (Sam Phillips, 1999)
- Something Good for Your Head (Blackburn & Snow, 1999)
- I'm Going All the Way (Peggy Pruitt, 2000)
- I Can Tell (Junior Valentine, 2000)
- World Wide Wood (Lynwood Slim, 2000)
- Mo' Na'Kins, Please! (James Harman, 2000)
- Toughest Girl Alive (Candye Kane, 2000)
- West Coast House Party (Kid Ramos, 2000)
- There's a Song in There (Mark DuFresne, 2000)
- Fool's Paradise (Dale Hawkins, 2000)
- Wicked Grin (John Hammond, Jr., 2001)
- Smokin' Joint (Kim Wilson, 2001)
- You Can Make It If You Try (Gene Allison, 2002)
- Beggar's Oil (Kelly Joe Phelps, 2002)
- Harmonica Blues Orgy (Easy Baby, 2002)
- Magic Soul Elixer (Al Blake, 2002)
- Let It Rain (Tracy Chapman, 2002)
- Whole Lotta Love (Candye Kane, 2003)
- Heart Trouble (Wanda Jackson, 2003)
- Villanelle (Paul Reddick, 2004)
- Worried About My Baby (Eddie Taylor Jr., 2004)
- Fernando Ortega (Fernando Ortega, 2004)
- Think About It (Alex Schultz, 2004)
- Soul Sanctuary (Hollywood Blue Flames, 2005)
- Southern Jumbo (Colin Linden, 2005)
- Time Brings About a Change... A Floyd Dixon Celebration (Floyd Dixon, 2006)
- Hell Under the Skullbones (Graham Lindsey, 2006)
- Spooked (Marley's Ghost, 2006)
- Road to Rio (Hollywood Blue Flames, 2006)
- Can't Quit the Blues (Buddy Guy, 2006)
- Mind Game (Eddie Taylor Jr., 2006)
- Shower Some Love (Layni Kooper, 2007)
- Luminous (Chris Murphy, 2007)
- Big Plans (Mannish Boys, 2007)
- Like a Fire (Solomon Burke, 2008)
- Midnight Memphis Sun (JW-Jones, 2010)
- Definitive Albert King on Stax (Albert King, 2011)
- New World Generation (New World Generation, 2011)